# Copa América 2011 (składy)
Składy drużyn biorących udział w turnieju Copa América 2011, odbywających się w Argentynie w dniach od 1 lipca do 24 lipca 2011 roku. Każda z dwunastu drużyn biorących udział w tych mistrzostwach musiała zgłosić po 23 zawodników. Wszyscy zawodnicy zostali podzieleni numerami koszulek od 1 do 23.

## Grupa A

### Argentyna
| Nr                     | Zawodnik           | Klub            |
| ---------------------- | ------------------ | --------------- |
| 1                      | Juan Pablo Carrizo | River Plate     |
| 2                      | Ezequiel Garay     | Real Madryt     |
| 3                      | Pablo Zabaleta     | Manchester City |
| 4                      | Nicolás Burdisso   | AS Roma         |
| 5                      | Esteban Cambiasso  | Inter Mediolan  |
| 6                      | Gabriel Milito     | FC Barcelona    |
| 7                      | Ángel Di María     | Real Madryt     |
| 8                      | Javier Zanetti     | Inter Mediolan  |
| 9                      | Gonzalo Higuaín    | Real Madryt     |
| 10                     | Lionel Messi       | FC Barcelona    |
| 11                     | Carlos Tévez       | Manchester City |
| 12                     | Mariano Andújar    | Calcio Catania  |
| 13                     | Nicolás Pareja     | Spartak Moskwa  |
| 14                     | Javier Mascherano  | FC Barcelona    |
| 15                     | Lucas Biglia       | RSC Anderlecht  |
| 16                     | Sergio Agüero      | Atlético Madryt |
| 17                     | Marcos Rojo        | Spartak Moskwa  |
| 18                     | Javier Pastore     | US Palermo      |
| 19                     | Éver Banega        | Valencia CF     |
| 20                     | Fernando Gago      | Real Madryt     |
| 21                     | Ezequiel Lavezzi   | SSC Napoli      |
| 22                     | Diego Milito       | Inter Mediolan  |
| 23                     | Sergio Romero      | AZ Alkmaar      |
| Trener: Sergio Batista |                    |                 |

### Boliwia
| Nr                        | Zawodnik               | Klub              |
| ------------------------- | ---------------------- | ----------------- |
| 1                         | Carlos Arias           | Maccabi Netanja   |
| 2                         | Miguel Hoyos           | Oriente Petrolero |
| 3                         | Luis Alberto Gutiérrez | Oriente Petrolero |
| 4                         | Lorgio Álvarez         | Club Bolívar      |
| 5                         | Ronald Rivero          | Club Bolívar      |
| 6                         | Walter Florez          | Club Bolívar      |
| 7                         | Edivaldo Rojas         | Naval 1º Maio     |
| 8                         | Ronald García          | Club Bolívar      |
| 9                         | Marcelo Moreno Martins | Szachtar Donieck  |
| 10                        | Joselito Vaca          | Oriente Petrolero |
| 11                        | Alcides Peña           | Oriente Petrolero |
| 12                        | Daniel Vaca            | The Strongest     |
| 13                        | Santos Amador          | Nacional Potosí   |
| 14                        | Christian Vargas       | San José          |
| 15                        | Jaime Robles           | Aurora            |
| 16                        | Ronald Raldes          | CA Colón          |
| 17                        | Juan Carlos Arce       | Oriente Petrolero |
| 18                        | Ricardo Pedriel        | Sivasspor         |
| 19                        | José Luis Chávez       | Club Blooming     |
| 20                        | Mauricio Saucedo       | Oriente Petrolero |
| 21                        | Jhasmani Campos        | Oriente Petrolero |
| 22                        | Rudy Cardozo           | Club Bolívar      |
| 23                        | Sergio Galarza         | Club Blooming     |
| Trener: Gustavo Quinteros |                        |                   |

### Kolumbia
| Nr                         | Zawodnik              | Klub                   |
| -------------------------- | --------------------- | ---------------------- |
| 1                          | Nelson Ramos          | Millonarios FC         |
| 2                          | Cristián Zapata       | Udinese Calcio         |
| 3                          | Mario Yepes           | A.C. Milan             |
| 4                          | Gustavo Bolívar       | Deportes Tolima        |
| 5                          | Yulián Anchico        | C.F. Pachuca           |
| 6                          | Carlos Sánchez        | Valenciennes FC        |
| 7                          | Pablo Armero          | Udinese Calcio         |
| 8                          | Abel Aguilar          | Hércules CF            |
| 9                          | Radamel Falcao        | FC Porto               |
| 10                         | Juan Cuadrado         | Udinese Calcio         |
| 11                         | Hugo Rodallega        | Wigan Athletic         |
| 12                         | Luis Enrique Martínez | Once Caldas            |
| 13                         | Fredy Guarín          | FC Porto               |
| 14                         | Luis Amaranto Perea   | Atlético Madryt        |
| 15                         | Juan David Valencia   | Junior                 |
| 16                         | Elkin Soto            | 1. FSV Mainz 05        |
| 17                         | Dayro Moreno          | Once Caldas            |
| 18                         | Juan Zúñiga           | SSC Napoli             |
| 19                         | Teófilo Gutiérrez     | Racing Club            |
| 20                         | Adrián Ramos          | Hertha BSC             |
| 21                         | Jackson Martínez      | Jaguares de Chiapas    |
| 22                         | Aquivaldo Mosquera    | Club América           |
| 23                         | Bréiner Castillo      | Independiente Medellín |
| Trener: Hernán Darío Gómez |                       |                        |

### Kostaryka
| Nr                       | Zawodnik           | Klub                      |
| ------------------------ | ------------------ | ------------------------- |
| 1                        | Minor Álvarez      | Deportivo Saprissa        |
| 2                        | Francisco Calvo    | San Jacinto College       |
| 3                        | Johnny Acosta      | LD Alajuelense            |
| 4                        | José Salvatierra   | LD Alajuelense            |
| 5                        | Luis Miguel Valle  | LD Alajuelense            |
| 6                        | Heiner Mora        | Deportivo Saprissa        |
| 7                        | Allen Guevara      | LD Alajuelense            |
| 8                        | David Guzmán       | Deportivo Saprissa        |
| 9                        | Jorge Castro       | Universidad de Costa Rica |
| 10                       | Randall Brenes     | Club Sport Cartaginés     |
| 11                       | Diego Madrigal     | Cerro Porteño             |
| 12                       | Joel Campbell      | Deportivo Saprissa        |
| 13                       | Danny Carvajal     | San Carlos                |
| 14                       | Hanzel Arauz       | Barrio México             |
| 15                       | Jorge Gatgens      | Pérez Zeledón             |
| 16                       | Kevin Fajardo      | Santos de Guápiles        |
| 17                       | Josué Martínez     | Deportivo Saprissa        |
| 18                       | Leonel Moreira     | CS Herediano              |
| 19                       | Óscar Duarte       | Deportivo Saprissa        |
| 20                       | Pedro Leal         | Puntarenas FC             |
| 21                       | César Elizondo     | Deportivo Saprissa        |
| 22                       | José Miguel Cubero | CS Herediano              |
| Trener: Ricardo La Volpe |                    |                           |

## Grupa B

### Brazylia
| Nr                   | Zawodnik             | Klub                      |
| -------------------- | -------------------- | ------------------------- |
| 1                    | Júlio César          | Inter Mediolan            |
| 2                    | Dani Alves           | FC Barcelona              |
| 3                    | Lúcio                | Inter Mediolan            |
| 4                    | Thiago Silva         | A.C. Milan                |
| 5                    | Lucas Leiva          | Liverpool F.C.            |
| 6                    | André Santos         | Fenerbahçe SK             |
| 7                    | Robinho              | A.C. Milan                |
| 8                    | Ramires              | Chelsea F.C.              |
| 9                    | Alexandre Pato       | A.C. Milan                |
| 10                   | Paulo Henrique Ganso | Santos FC                 |
| 11                   | Neymar               | Santos FC                 |
| 12                   | Victor               | Grêmio Porto Alegre       |
| 13                   | Maicon               | Inter Mediolan            |
| 14                   | Luisão               | SL Benfica                |
| 15                   | Sandro               | Tottenham Hotspur         |
| 16                   | Elano                | Santos FC                 |
| 17                   | Elias                | Atlético Madryt           |
| 18                   | Lucas                | São Paulo FC              |
| 19                   | Fred                 | Fluminense Rio de Janeiro |
| 20                   | Jádson               | Szachtar Donieck          |
| 21                   | Adriano              | FC Barcelona              |
| 22                   | Jefferson            | Botafogo FR               |
| 23                   | David Luiz           | Chelsea F.C.              |
| Trener: Mano Menezes |                      |                           |

### Ekwador
| Nr                     | Zawodnik            | Klub                     |
| ---------------------- | ------------------- | ------------------------ |
| 1                      | Marcelo Elizaga     | Deportivo Quito          |
| 2                      | Geovanny Caicedo    | LDU Quito                |
| 3                      | Frickson Erazo      | CD El Nacional           |
| 4                      | Luis Checa          | Deportivo Quito          |
| 5                      | Oswaldo Minda       | Deportivo Quito          |
| 6                      | Christian Noboa     | Rubin Kazań              |
| 7                      | Michael Arroyo      | San Luis                 |
| 8                      | Édison Méndez       | Emelec                   |
| 9                      | Felipe Caicedo      | Levante UD               |
| 10                     | Walter Ayoví        | Monterrey                |
| 11                     | Christian Benítez   | Club América             |
| 12                     | Máximo Banguera     | Barcelona SC             |
| 13                     | Néicer Reasco       | LDU Quito                |
| 14                     | Segundo Castillo    | Deportivo Quito          |
| 15                     | David Quiroz        | Emelec                   |
| 16                     | Antonio Valencia    | Manchester United        |
| 17                     | Edson Montaño       | KAA Gent                 |
| 18                     | Geovanny Nazareno   | Barcelona SC             |
| 19                     | Norberto Araujo     | LDU Quito                |
| 20                     | Diego Calderón      | LDU Quito                |
| 21                     | Gabriel Achilier    | Emelec                   |
| 22                     | Alexander Domínguez | LDU Quito                |
| 23                     | Narciso Mina        | Independiente José Terán |
| Trener: Reinaldo Rueda |                     |                          |

### Paragwaj
| Nr                      | Zawodnik                 | Klub                   |
| ----------------------- | ------------------------ | ---------------------- |
| 1                       | Justo Villar             | Real Valladolid        |
| 2                       | Darío Verón              | UNAM Pumas             |
| 3                       | Iván Piris               | Cerro Porteño          |
| 4                       | Elvis Marecos            | Guaraní                |
| 5                       | Antolín Alcaraz          | Wigan Athletic         |
| 6                       | Marcos Cáceres           | Racing Club            |
| 7                       | Pablo Zeballos           | Club Olimpia           |
| 8                       | Edgar Barreto            | Atalanta BC            |
| 9                       | Roque Santa Cruz         | Blackburn Rovers       |
| 10                      | Osvaldo Martínez         | Monterrey              |
| 11                      | Jonathan Santana         | Kayserispor            |
| 12                      | Diego Barreto            | Cerro Porteño          |
| 13                      | Enrique Vera             | LDU Quito              |
| 14                      | Paulo da Silva           | Real Saragossa         |
| 15                      | Víctor Cáceres           | Libertad               |
| 16                      | Cristian Riveros         | Sunderland A.F.C.      |
| 17                      | Aureliano Torres         | San Lorenzo de Almagro |
| 18                      | Nelson Valdez            | Hércules CF            |
| 19                      | Lucas Barrios            | Borussia Dortmund      |
| 20                      | Néstor Ortigoza          | San Lorenzo de Almagro |
| 21                      | Marcelo Estigarribia     | Newell’s Old Boys      |
| 22                      | Roberto Junior Fernández | Racing Club            |
| 23                      | Hernán Pérez             | Villarreal CF          |
| Trener: Gerardo Martino |                          |                        |

### Wenezuela
| Nr                   | Zawodnik                 | Klub                        |
| -------------------- | ------------------------ | --------------------------- |
| 1                    | Renny Vega               | Caracas FC                  |
| 2                    | José Luis Granados       | Real Esppor                 |
| 3                    | José Manuel Rey          | Mineros                     |
| 4                    | Oswaldo Vizcarrondo      | Deportivo Anzoátegui        |
| 5                    | Giácomo Di Giorgi        | Deportivo Anzoátegui        |
| 6                    | Gabriel Cichero          | Newell’s Old Boys           |
| 7                    | Nicolás Fedor            | Getafe CF                   |
| 8                    | Tomás Rincón             | Hamburger SV                |
| 9                    | Giancarlo Maldonado      | Atlante                     |
| 10                   | Yohandry Orozco          | VfL Wolfsburg               |
| 11                   | César Eduardo González   | Gimnasia y Esgrima La Plata |
| 12                   | José Leonardo Morales    | Deportivo Anzoátegui        |
| 13                   | Luis Manuel Seijas       | Santa Fe                    |
| 14                   | Franklin Lucena          | Caracas FC                  |
| 15                   | Alejandro Moreno         | CD Chivas USA               |
| 16                   | Roberto Rosales          | FC Twente                   |
| 17                   | Daniel Arismendi         | Deportivo Anzoátegui        |
| 18                   | Juan Arango              | Borussia Mönchengladbach    |
| 19                   | Jesús Meza               | Atlas                       |
| 20                   | Grenddy Perozo           | Boyacá Chicó                |
| 21                   | Alexander David González | Caracas FC                  |
| 22                   | Daniel Hernández         | Real Murcia                 |
| 23                   | José Salomón Rondón      | Málaga CF                   |
| Trener: César Farías |                          |                             |

## Grupa C

### Chile
| Nr                     | Zawodnik         | Klub                 |
| ---------------------- | ---------------- | -------------------- |
| 1                      | Claudio Bravo    | Real Sociedad        |
| 2                      | Francisco Silva  | Universidad Católica |
| 3                      | Waldo Ponce      | Cruz Azul            |
| 4                      | Mauricio Isla    | Udinese Calcio       |
| 5                      | Pablo Contreras  | PAOK FC              |
| 6                      | Carlos Carmona   | Atalanta BC          |
| 7                      | Alexis Sánchez   | Udinese Calcio       |
| 8                      | Arturo Vidal     | Bayer 04 Leverkusen  |
| 9                      | Humberto Suazo   | Monterrey            |
| 10                     | Jorge Valdivia   | SE Palmeiras         |
| 11                     | Luis Jiménez     | Cesena               |
| 12                     | Miguel Pinto     | Atlas                |
| 13                     | Marco Estrada    | Montpellier HSC      |
| 14                     | Matías Fernández | Sporting CP          |
| 15                     | Jean Beausejour  | Birmingham City      |
| 16                     | Gonzalo Fierro   | CR Flamengo          |
| 17                     | Gary Medel       | Sevilla FC           |
| 18                     | Gonzalo Jara     | West Bromwich Albion |
| 19                     | Carlos Muñoz     | Santiago Wanderers   |
| 20                     | Rodrigo Millar   | CSD Colo-Colo        |
| 21                     | Felipe Gutiérrez | Universidad Católica |
| 22                     | Esteban Paredes  | CSD Colo-Colo        |
| 23                     | Paulo Garcés     | Universidad Católica |
| Trener: Claudio Borghi |                  |                      |

### Meksyk
| Nr                         | Zawodnik                | Klub             |
| -------------------------- | ----------------------- | ---------------- |
| 1                          | Luis Ernesto Michel     | Guadalajara      |
| 2                          | Kristian Álvarez        | Guadalajara      |
| 3                          | Oswaldo Alanís          | Tecos UAG        |
| 4                          | Diego de Buen           | Pumas UNAM       |
| 5                          | Dárvin Chávez           | Monterrey        |
| 6                          | Antonio Gallardo        | Guadalajara      |
| 7                          | Ulises Dávila           | Guadalajara      |
| 8                          | Carlos Orrantía         | Pumas UNAM       |
| 9                          | Rafael Márquez Lugo     | Morelia          |
| 10                         | Giovani dos Santos      | Racing Santander |
| 11                         | Javier Aquino           | Cruz Azul        |
| 12                         | Liborio Sánchez         | Querétaro        |
| 13                         | Carlos Felipe Rodríguez | Morelia          |
| 14                         | Néstor Araujo           | Cruz Azul        |
| 15                         | Jorge Enríquez          | Guadalajara      |
| 16                         | Miguel Ángel Ponce      | Guadalajara      |
| 17                         | Edgar Iván Pacheco      | Tigres UANL      |
| 18                         | Oribe Peralta           | Santos Laguna    |
| 19                         | Héctor Reynoso          | Guadalajara      |
| 20                         | Alán Pulido             | Tigres UANL      |
| 21                         | Hiram Mier              | Monterrey        |
| 22                         | Paul Aguilar            | Club América     |
| 23                         | Diego Reyes             | Club América     |
| Trener: Luis Fernando Tena |                         |                  |

### Peru
| Nr                       | Zawodnik            | Klub                      |
| ------------------------ | ------------------- | ------------------------- |
| 1                        | Raúl Fernández      | Universitario de Deportes |
| 2                        | Alberto Rodríguez   | Sporting CP               |
| 3                        | Santiago Acasiete   | UD Almería                |
| 4                        | Walter Vílchez      | Sporting Cristal          |
| 5                        | Adan Balbín         | Universidad San Martín    |
| 6                        | Juan Manuel Vargas  | ACF Fiorentina            |
| 7                        | Josepmir Ballón     | River Plate               |
| 8                        | Michael Guevara     | Sport Boys                |
| 9                        | José Paolo Guerrero | Hamburger SV              |
| 10                       | Paulo Cruzado       | Juan Aurich               |
| 11                       | Carlos Lobatón      | Sporting Cristal          |
| 12                       | Salomón Libman      | Alianza Lima              |
| 13                       | Renzo Revoredo      | Universitario de Deportes |
| 14                       | Raúl Ruidiaz        | Universitario de Deportes |
| 15                       | Aldo Corzo          | Universidad San Martín    |
| 16                       | Luis Advíncula      | Sporting Cristal          |
| 17                       | Giancarlo Carmona   | San Lorenzo de Almagro    |
| 18                       | William Chiroque    | Juan Aurich               |
| 19                       | Víctor Yotún        | Sporting Cristal          |
| 20                       | André Carrillo      | Alianza Lima              |
| 21                       | Christian Ramos     | Alianza Lima              |
| 22                       | Antonio Gonzales    | Universitario de Deportes |
| 23                       | Leao Butrón         | Universidad San Martín    |
| Trener: Sergio Markarian |                     |                           |

### Urugwaj
| Nr                    | Zawodnik            | Klub                      |
| --------------------- | ------------------- | ------------------------- |
| 1                     | Fernando Muslera    | S.S. Lazio                |
| 2                     | Diego Lugano        | Fenerbahçe SK             |
| 3                     | Diego Godín         | Atlético Madryt           |
| 4                     | Walter Gargano      | SSC Napoli                |
| 5                     | Mauricio Victorino  | Cruzeiro EC               |
| 6                     | Cristian Rodríguez  | FC Porto                  |
| 7                     | Edinson Cavani      | SSC Napoli                |
| 8                     | Sebastián Eguren    | Sporting Gijón            |
| 9                     | Luis Suárez         | Liverpool F.C.            |
| 10                    | Diego Forlán        | Atlético Madryt           |
| 11                    | Álvaro Pereira      | FC Porto                  |
| 12                    | Juan Castillo       | CSD Colo-Colo             |
| 13                    | Sebastián Abreu     | Botafogo FR               |
| 14                    | Nicolás Lodeiro     | AFC Ajax                  |
| 15                    | Diego Pérez         | Bologna FC                |
| 16                    | Maxi Pereira        | SL Benfica                |
| 17                    | Egidio Arévalo Ríos | Botafogo FR               |
| 18                    | Andrés Scotti       | CSD Colo-Colo             |
| 19                    | Álvaro González     | S.S. Lazio                |
| 20                    | Martín Cáceres      | Sevilla FC                |
| 21                    | Martín Silva        | Defensor Sporting         |
| 22                    | Abel Hernández      | US Palermo                |
| 23                    | Sebastián Coates    | Club Nacional de Football |
| Trener: Óscar Tabárez |                     |                           |